# Hetepi

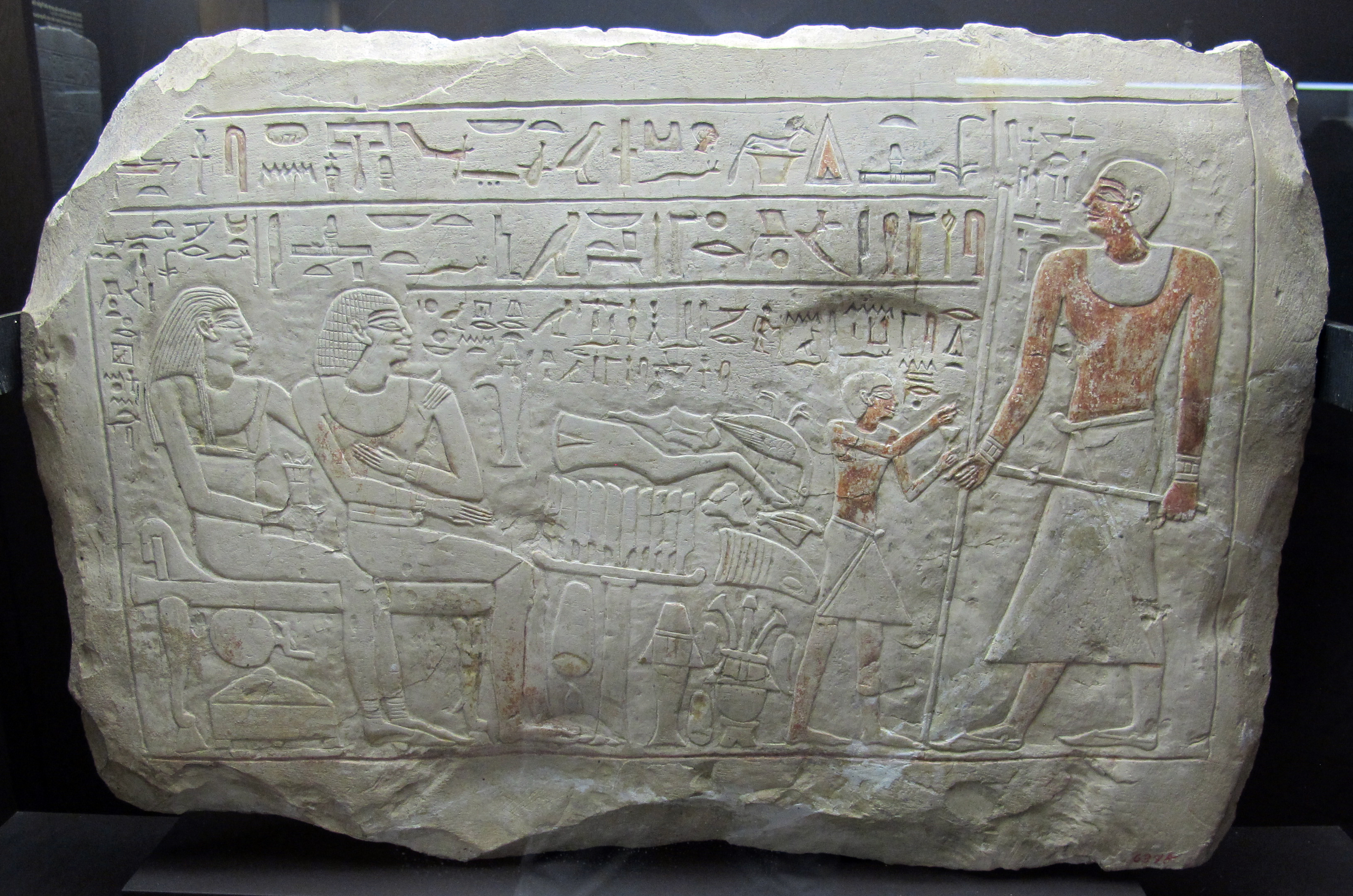
Stele des Hetepi

Hetepi war einziger Freund und Untervorsteher der Priester (sḥḏ Ḥmw-nṯr) in der altägyptischen Ersten Zwischenzeit, um 2100 v. Chr. Er amtierte wahrscheinlich in Qus. Hetepi ist bisher nur von einer Stele bekannt, die sich heute im Archäologischen Nationalmuseum Florenz befindet, aber wahrscheinlich aus Naqada stammt, wo sich der Friedhof von Qus befand. Die Stele ist von Ernesto Schiaparelli 1884–1885 gekauft worden. Als Untervorsteher des Priester hatte Hetepi auch weltliche Aufgaben zu erfüllen und war damit praktisch lokaler Statthalter in Qus. Auf der Stele erscheint auch Dagi, sein Sohn, der ebenfalls Untervorsteher des Priester war und wahrscheinlich seinem Vater im Amt folgte. Auf der Stele wird schließlich noch Hetepis Gemahlin Anchnesites genannt. Sie trug den Titel einziger Königsschmuck.